# Neculae I. Boboc
Nicolae I. Boboc (n. 18 februarie 1895, Predeal – d. 12 decembrie 1984, Ploiești) a fost un deputat în Marea Adunare Națională de la Alba Iulia, organismul legislativ reprezentativ al „tuturor românilor din Transilvania, Banat și Țara Ungurească”, cel care a adoptat hotărârea privind Unirea Transilvaniei cu România, la 1 decembrie 1918.:p. 133

## Biografie
S-a născut în Predeluț, la data de 18 februarie 1895. A urmat cursurile Facultății de Mecanică și cele ale Facultății de Silvicultură din Budapesta. A fost inginer, secretarul Gărzii Naționale din Bran și a ocupat diverse funcții silvice la Bicaz, județul Hunedoara, la Lugoj și în județul Prahova. A decedat la 12 decembrie 1984, în Ploiești, fiind înmormântat în satul Predeluț.:p. 133

## Activitatea politică

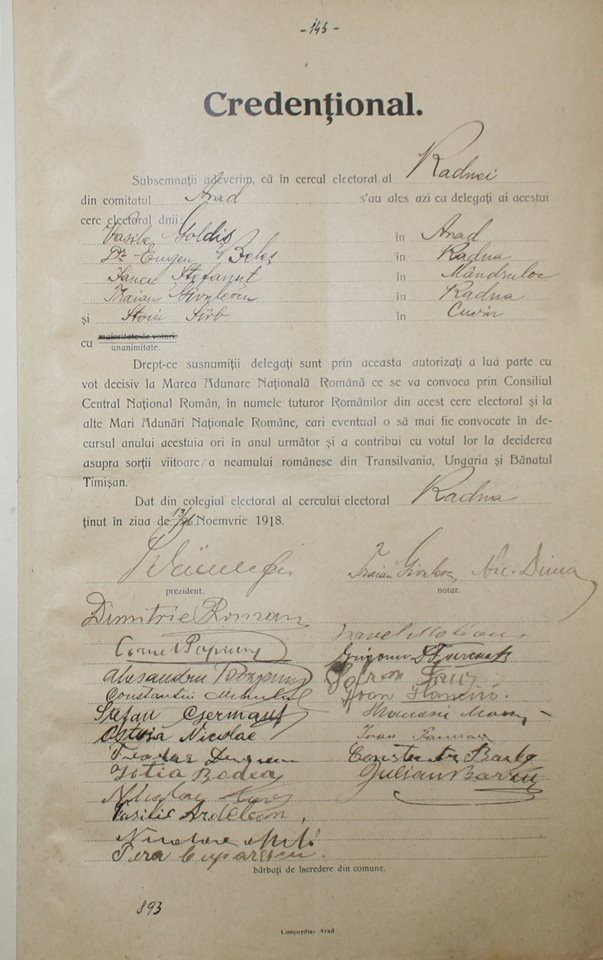
Credențional

A participat la Marea Adunare Națională de la Alba Iulia din 1 decembrie 1918 ca delegat al „Reuniunii meseriașilor și industriașilor români” din Bran. După Marea Unire a fost membru al Partidului Național Țărănesc.:p. 133